# Deutsche Rallye-Meisterschaft 2011
Die Deutsche Rallye-Meisterschaft 2011 wurde am 25. März gestartet und endete am 25. September 2011 nach sechs ausgetragenen Rallyes. Bei der Rallye Deutschland sicherte Sandro Wallenwein sich vorzeitig den Meistertitel.

## Schwierigkeiten vor der Saison
Der Jahresübergang 2010/2011 war von Schwierigkeiten für die Deutsche Rallye-Meisterschaft geprägt und es war zeitweilig unklar, ob die DRM 2011 überhaupt stattfinden könne. Auslöser war, dass der DMSB als Veranstalter der DRM nicht duldete, dass eine Rallye der DRM gleichzeitig auch zur Deutschen Rallye Serie des AvD zählt. Außerdem lehnte der DMSB eine vom AvD vorgeschlagene Fusion von DRS und dem ADAC Rallye Masters zu einer neuen „zweiten Liga“ ab. Als Konsequenz führte der AvD die DRS weiter und zog seine Sachsen-Rallye aus der DRM zurück. Die Veranstalter der Wartburg-Rallye, der Lausitz-Rallye und der Niederbayern-Rallye verzichteten infolgedessen ebenfalls auf die DRM, da sie auch zur DRS gehören wollten.
Die DRM hatte damit nun keinen Lauf in Ostdeutschland mehr, weshalb sie von einigen Teilnehmern nicht mehr als „vollwertige“ deutsche Meisterschaft angesehen wurde. Dies führte zum Ausstieg mehrerer Spitzenpiloten, die sich 2011 nicht in die Meisterschaft einschrieben und allenfalls Gaststarts an den Rallyes der DRM planten. Unter anderem verzichteten Felix Herbold, Ruben Zeltner, Peter Corazza, Olaf Dobberkau, Maik Stölzel, Anton Werner und Rainer Noller auf die DRM. Zudem stieg Škoda Deutschland mit Mark Wallenwein und dem amtierenden Meister Matthias Kahle aus der DRM aus. Kahle konnte seinen Titel somit nicht verteidigen.

## Einschreibungen
Insgesamt schrieben sich in die wettbewerbsfähigsten, ersten zwei Divisionen nur sieben Teilnehmer ein. Die Favoriten auf den Titel waren der vierfache deutsche Meister Hermann Gassner senior sowie der dreimalige Vizemeister Sandro Wallenwein. Prominentester Neuzugang war der Le-Mans-Sieger Timo Bernhard, der 2011 mit einem Porsche 911 GT3 an der DRM teilnahm. Außerdem wurde das HJS Diesel Rallye Masters in die DRM integriert, das dort unter der Division 6 lief.
Die folgende Liste gibt einen Überblick über die Fahrer, die 2011 in die DRM eingeschrieben waren. Nur eingeschriebene Fahrer waren punkteberechtigt für die Gesamtwertung und konnten damit die DRM gewinnen. An den einzelnen Rallyes der DRM nahmen auch Gaststarter teil, diese erhielten jedoch keine Meisterschaftspunkte.
| Nr.        | Fahrer               | Beifahrer                              | Fahrzeug                            |
| Division 1 | Division 1           | Division 1                             | Division 1                          |
| ---------- | -------------------- | -------------------------------------- | ----------------------------------- |
| 7          | Timo Bernhard        | Marco Glasen/ Klaus Wicha              | Porsche 911 GT3                     |
| Division 2 |                      |                                        |                                     |
| 1          | Sandro Wallenwein    | Marcus Poschner                        | Subaru Impreza N15                  |
| 2          | Hermann Gassner sen. | Siegfried Schrankl/ Karin Thannhäuser  | Mitsubishi Lancer Evo X             |
| 3          | Robert Pritzl        | Karina Hepperle                        | Subaru Impreza N15                  |
| 4          | Dirk Riebensahm      | Kendra Stockmar-Reidenbach             | Mitsubishi Lancer Evo IX            |
| 5          | Reiner Hahn          | Matthias Hofmann                       | Mitsubishi Lancer Evo IX            |
| 6          | Torben Nebel         | Frank Römer                            | Subaru Impreza N12B                 |
| 34         | Horst Rotter         | Volker Schmidt                         | Opel Corsa OPC                      |
| Division 3 |                      |                                        |                                     |
| 8          | Carsten Mohe         | Katrin Becker                          | Renault Mégane RS                   |
| 35         | Sebastian Schwinn    | Michael Riga                           | Peugeot 207                         |
| 36         | Wolf-Dieter Ihle     | Reinhard Kessemeier                    | Citroën DS3 R3                      |
| Division 4 |                      |                                        |                                     |
| 9          | Lars Mysliwietz      | Oliver Schumacher                      | Citroën C2 R2 Max                   |
| 10         | Benjamin Hübner      | Maik Trommler                          | Citroën C2 R2 Max                   |
| 11         | Benjamin Scheller    | Björn Röhm                             | Citroën C2 R2 Max                   |
| 12         | Raffael Sulzinger    | Peter Spannbauer                       | Ford Fiesta R2                      |
| 13         | Jörg Broschart       | Marcel Piro                            | Citroën C2 R2 Max                   |
| 14         | Patrick Pusch        | Meike Maulitz                          | Renault Twingo R2/Citroën C2 R2 Max |
| 33         | Uwe Gropp            | Hans-Peter Loth                        | Citroën C2 R2 Max                   |
| Division 5 |                      |                                        |                                     |
| 15         | Sepp Wiegand         | Claudia Harloff                        | Suzuki Swift Sport/Ford Fiesta R2   |
| 16         | Marijan Griebel      | Alexander Rath                         | Suzuki Swift Sport                  |
| 17         | Rainer Haulsen       | Frank Schöngart                        | Suzuki Swift Sport                  |
| Division 6 |                      |                                        |                                     |
| 18         | Michael Abendroth    | Frank Oschmann                         | Fiat Grande Punto Sport             |
| 19         | Björn Mohr           | Oliver Becker                          | Opel Astra GTC                      |
| 20         | Alois Scheidhammer   | Willi Trautmannsberger                 | Opel Astra GTC                      |
| 21         | Daniel Schmidt       | Jürgen Breuer                          | Škoda Fabia RS                      |
| 22         | Florian Wacha        | Jörg Wacha                             | Opel Astra GTC                      |
| 23         | Konstantin Keil      | Bernd Hosse                            | VW Golf V                           |
| 24         | Heinz-Otto Sagel     | Stefanie Fritzensmeier/ Hubert Stadler | Seat Leon FR TDI                    |
| 25         | Harald Borowski      | York-Morris Mehlhorn                   | Škoda Fabia RS                      |
| 26         | Leo Wolf             | Thomas Schöpf                          | Subaru Impreza                      |
| 27         | Joakko Tapper        | Kai Ahola                              | Seat Leon FR TDI                    |
| 28         | Thomas Rogoß         | Detlef Te Gude                         | Opel Astra GTC                      |
| 29         | Marvin Jerlitschka   | Stefan Jerlitschka                     | Opel Astra GTC                      |
| 30         | Thomas Hölzlhammer   | Tina Annemüller                        | Fiat Grande Punto Abarth            |
| 31         | Sven Mangelsen       | Volker Kirschbaum                      | Opel Astra GTC                      |
| 32         | Markus Hösel         | Isabella Scirè Banchitta               | VW Golf V                           |

1. ↑  Bei der Rallye Deutschland fuhr Sepp Wiegand einen Ford Fiesta R2 und startete daher in der Division 4.

## Rallyes und Ergebnisse
Am 14. Dezember 2010 veröffentlichte der DMSB den Kalender für die Saison 2011. Nach dem Ausstieg einiger Rallyes vor der Saison blieben von den bisherigen Veranstaltungen nur noch die Wikinger-Rallye, die Hessen-Rallye Vogelsberg und die Saarland-Rallye übrig. Neu hinzu kamen die Rallye Baden-Württemberg und die Pfalz-Westrich-Rallye. Zudem fuhr die DRM 2011 wie vor vier Jahren wieder bei der Rallye Deutschland im Rahmen der Rallye-Weltmeisterschaft. Dort wurden zwei Wertungsläufe ausgetragen, wobei die Ergebnisse nach dem ersten Tag und nach dem zweiten Tag getrennt gewertet wurden.
| Rallye                                           | Platz | Fahrer               | Fahrzeug                  | Gesamtzeit |
| ------------------------------------------------ | ----- | -------------------- | ------------------------- | ---------- |
| ADAC Wikinger-Rallye 25.–26. März 2011           | 1     | Felix Herbold        | Ford Fiesta S2000         | 1:18:58,4  |
| ADAC Wikinger-Rallye 25.–26. März 2011           | 2     | Brian Madsen         | Peugeot 207 S2000         | + 2:04,0   |
| ADAC Wikinger-Rallye 25.–26. März 2011           | 3     | Christian Jensen     | Peugeot 207 S2000         | + 2:20,2   |
|                                                  |       |                      |                           |            |
| ADAC Hessen-Rallye Vogelsberg 15.–16. April 2011 | 1     | Felix Herbold        | Ford Fiesta S2000         | 1:24:52,0  |
| ADAC Hessen-Rallye Vogelsberg 15.–16. April 2011 | 2     | Sandro Wallenwein    | Subaru Impreza N15        | + 2:12,0   |
| ADAC Hessen-Rallye Vogelsberg 15.–16. April 2011 | 3     | Jörg Schuhej         | Mitsubishi Lancer Evo VII | + 3:31,5   |
|                                                  |       |                      |                           |            |
| ADAC Pfalz-Westrich-Rallye 6.–7. Mai 2011        | 1     | Sandro Wallenwein    | Subaru Impreza N15        | 1:25:43,3  |
| ADAC Pfalz-Westrich-Rallye 6.–7. Mai 2011        | 2     | Hermann Gassner sen. | Mitsubishi Lancer Evo X   | + 4,0      |
| ADAC Pfalz-Westrich-Rallye 6.–7. Mai 2011        | 3     | Robert Pritzl        | Subaru Impreza N15        | + 3:15,7   |
|                                                  |       |                      |                           |            |
| ADAC Rallye Baden-Württemberg 22.–23. Juli 2011  | 1     | Sandro Wallenwein    | Subaru Impreza N15        | 53:43,6    |
| ADAC Rallye Baden-Württemberg 22.–23. Juli 2011  | 2     | Timo Bernhard        | Porsche 911 GT3           | + 2,0      |
| ADAC Rallye Baden-Württemberg 22.–23. Juli 2011  | 3     | Georg Berlandy       | BMW M3 E30                | + 1:08,2   |
|                                                  |       |                      |                           |            |
| ADAC Rallye Deutschland 18.–21. August 2011      | 1     | Hermann Gassner sen. | Mitsubishi Lancer Evo X   | 1:28:51,1  |
| ADAC Rallye Deutschland 18.–21. August 2011      | 2     | Sandro Wallenwein    | Subaru Impreza N15        | + 40,2     |
| ADAC Rallye Deutschland 18.–21. August 2011      | 3     | Timo Bernhard        | Porsche 911 GT3           | + 2:07,2   |
| ADAC Rallye Deutschland 18.–21. August 2011      |       |                      |                           |            |
| ADAC Rallye Deutschland 18.–21. August 2011      | 1     | Hermann Gassner sen. | Mitsubishi Lancer Evo X   | 1:36:50,3  |
| ADAC Rallye Deutschland 18.–21. August 2011      | 2     | Sandro Wallenwein    | Subaru Impreza N15        | + 59,7     |
| ADAC Rallye Deutschland 18.–21. August 2011      | 3     | Timo Bernhard        | Porsche 911 GT3           | + 1:56,2   |
|                                                  |       |                      |                           |            |
| ADAC Saarland-Rallye 24.–25. September 2011      | 1     | Hermann Gassner sen. | Mitsubishi Lancer Evo X   | 1:31:34,3  |
| ADAC Saarland-Rallye 24.–25. September 2011      | 2     | Sandro Wallenwein    | Subaru Impreza N15        | + 1:27,1   |
| ADAC Saarland-Rallye 24.–25. September 2011      | 3     | Carsten Mohe         | Renault Mégane RS         | + 3:23,1   |

## Meisterschaftsstand
2011 wurde ein neues Punktesystem für die DRM eingeführt. Punkte wurden nun an die ersten zwölf Fahrer im Gesamtergebnis der DRM-Rallyes vergeben, wobei der Sieger 15 anstatt wie vorher 10 Punkte erhielt. Die Punktevergabe für das Divisionsergebnis wurde hingegen beibehalten. Damit war das Gesamtergebnis im Vergleich zum Divisionsergebnis wieder stärker gewichtet als im Vorjahr.
|                   | 1. | 2. | 3. | 4. | 5. | 6. | 7. | 8. | 9. | 10. | 11 | 12. |
| ----------------- | -- | -- | -- | -- | -- | -- | -- | -- | -- | --- | -- | --- |
| Gesamtergebnis    | 15 | 12 | 10 | 9  | 8  | 7  | 6  | 5  | 4  | 3   | 2  | 1   |
| Divisionsergebnis | 20 | 15 | 12 | 10 | 8  | 6  | 4  | 3  | 2  | 1   |    |     |

Gaststarter erhielten zwar keine Meisterschaftspunkte, jedoch beeinflusste ihre Platzierung die Punktevergabe für die eingeschriebenen Fahrer. Diese rückten in der Punktewertung nicht für Gaststarter nach und erhielten nur die Punktzahl für ihre Platzierung inklusive Gaststarter. Von dieser Regelung ausgenommen waren Gaststarter mit Fahrzeugen der Divisionen 7 bis 9, für welche die dahinter platzierten eingeschriebenen Fahrer in der Punktevergabe nachrückten.
In den einzelnen Divisionen wurde nur dann die volle Punktzahl vergeben, wenn in ihnen mindestens drei Fahrzeuge genannt wurden, Gaststarter miteinbezogen. Bei weniger als drei Fahrzeugen wurde nur die halbe Punktzahl vergeben.
Bei denjenigen Fahrern, die bei allen sieben Wertungsläufen Meisterschaftspunkte erzielt hatten, flossen nur die besten sechs Ergebnisse in die Punktewertung ein.
| Platz | Fahrer               | Wikinger | Wikinger | Hessen | Hessen | Pfalz | Pfalz | Ba-Wü | Ba-Wü | D-Land I | D-Land I | D-Land II | D-Land II | Saarland | Saarland | Punkte |
| Platz | Fahrer               | Ges.     | Div.     | Ges.   | Div.   | Ges.  | Div.  | Ges.  | Div.  | Ges.     | Div.     | Ges.      | Div.      | Ges.     | Div.     | Punkte |
| ----- | -------------------- | -------- | -------- | ------ | ------ | ----- | ----- | ----- | ----- | -------- | -------- | --------- | --------- | -------- | -------- | ------ |
| 1     | Sandro Wallenwein    | 9        | 20       | 12     | 20     | 15    | 20    | 15    | 20    | 12       | 15       | 12        | 15        | 12       | 15       | 185    |
| 2     | Hermann Gassner sen. | 8        | 15       | 9      | 15     | 12    | 15    |       |       | 15       | 20       | 15        | 20        | 15       | 20       | 179    |
| 3     | Carsten Mohe         |          |          | 7      | 10     | 8     | 20    | 10    | 20    | 6        | 20       | 9         | 20        | 10       | 20       | 162    |
| 4     | Sepp Wiegand         |          | 15       |        | 20     | 2     | 20    |       | 20    | 9        | 20       | 8         | 20        | 6        | 15       | 140    |
| 5     | Lars Mysliwietz      | 4        | 20       | 4      | 20     |       |       | 5     | 15    | 7        | 12       | 5         | 15        | 9        | 20       | 136    |
| 6     | Robert Pritzl        |          |          | 6      | 8      | 10    | 12    | 9     | 15    |          | 12       | 6         | 10        | 8        | 12       | 110    |
| 7     | Raffael Sulzinger    | 1        | 15       | 3      | 15     | 3     | 15    | 2     | 12    | 4        | 8        |           |           | 1        | 10       | 89     |
| 8     | Alois Scheidhammer   |          | 12       |        | 12     |       | 20    |       | 10    | 2        | 10       | 1         | 10        |          | 12       | 79     |
| 9     | Dirk Riebensahm      | 5        | 8        | 5      | 6      | 9     | 10    | 8     | 12    |          |          | 4         | 8         |          |          | 77     |
| 9     | Patrick Pusch        |          | 8        | 1      | 10     | 5     | 20    |       |       | 8        | 15       |           | 10        |          |          | 77     |
| 11    | Timo Bernhard        | 3        | 10       |        |        |       |       | 12    | 10    | 10       | 10       | 10        | 10        |          |          | 75     |
| 12    | Marijan Griebel      |          | 20       |        | 15     |       |       |       | 15    |          | 6        |           |           |          | 15       | 71     |
| 13    | Björn Mohr           |          | 15       |        | 15     |       |       |       | 15    |          |          |           |           | 4        | 20       | 69     |
| 14    | Rainer Haulsen       |          |          |        | 12     |       | 12    |       | 10    |          | 4        |           | 8         |          | 10       | 56     |
| 15    | Benjamin Scheller    |          | 6        |        |        |       |       |       | 10    | 5        | 10       | 2         | 12        |          |          | 45     |
| 16    | Michael Abendroth    |          | 20       |        | 20     |       |       |       |       |          |          |           |           |          |          | 40     |
| 17    | Heinz-Otto Sagel     |          | 4        |        |        |       |       |       | 8     | 1        | 7,5      |           | 7,5       |          | 10       | 38     |
| 18    | Wolf-Dieter Ihle     |          |          |        |        |       |       |       |       | 3        | 15       | 3         | 15        |          |          | 36     |
| 18    | Leo Wolf             |          | 10       |        | 10     |       |       |       | 12    |          |          |           |           |          | 4        | 36     |
| 20    | Uwe Gropp            |          |          |        | 6      |       |       |       | 8     |          |          |           |           | 5        | 12       | 31     |
| 21    | Jörg Broschart       |          | 10       | 2      | 12     |       | 6     |       |       |          |          |           |           |          |          | 30     |
| 22    | Marvin Jerlitschka   |          | 3        |        | 8      |       |       |       |       |          |          |           |           | 2        | 15       | 28     |
| 23    | Horst Rotter         |          |          |        |        |       |       |       |       |          |          | 7         | 12        |          |          | 19     |
| 24    | Daniel Schmidt       |          | 6        |        | 6      |       |       |       | 6     |          |          |           |           |          |          | 18     |
| 25    | Torben Nebel         |          | 6        |        |        | 4     | 4     |       |       |          |          |           |           |          |          | 14     |
| 26    | Konstantin Keil      |          | 8        |        |        |       |       |       |       |          |          |           |           |          |          | 8      |
| 26    | Markus Hösel         |          | 1        |        | 4      |       |       |       | 3     |          |          |           |           |          |          | 8      |
| 28    | Sven Mangelsen       |          |          |        | 2      |       |       |       | 2     |          |          |           |           |          |          | 4      |
| 29    | Benjamin Hübner      |          | 3        |        |        |       |       |       |       |          |          |           |           |          |          | 3      |
| 29    | Florian Wacha        |          |          |        | 3      |       |       |       |       |          |          |           |           |          |          | 3      |
| 31    | Thomas Hölzlhammer   |          | 2        |        |        |       |       |       |       |          |          |           |           |          |          | 2      |
| 32    | Reiner Hahn          |          |          |        |        |       |       |       |       |          |          |           |           |          |          | 0      |
| 32    | Harald Borowski      |          |          |        |        |       |       |       |       |          |          |           |           |          |          | 0      |
| 32    | Joakko Tapper        |          |          |        |        |       |       |       |       |          |          |           |           |          |          | 0      |
| 32    | Thomas Rogoß         |          |          |        |        |       |       |       |       |          |          |           |           |          |          | 0      |
| 32    | Sebastian Schwinn    |          |          |        |        |       |       |       |       |          |          |           |           |          |          | 0      |